# Anima beata
Anima beata è un busto in marmo realizzato da Gian Lorenzo Bernini. Scolpito attorno al 1619, è in contrapposizione ad un'altra opera, quella dell'Anima dannata. È accertato che entrambe le sculture siano state commissionate dal cardinale Montoya, del quale lo stesso Bernini realizzò un busto. La loro collocazione originaria era la sacrestia della chiesa di San Giacomo degli Spagnuoli, anche nota come chiesa di Nostra Signora del Sacro Cuore; sul finire del XIX secolo furono poi trasferite all'ambasciata spagnola presso il Palazzo Di Spagna.

## Critica
Pur non essendo particolarmente conosciuta, l'opera attirò l'attenzione di alcuni visitatori di Roma. In particolare, il pittore Joshua Reynolds affermò che la scultura "ha tutta la dolcezza e la felicità perfetta, manifeste nella sua espressione, che si possano immaginare." Tuttavia, Anima beata non è stata considerata una delle opere migliori, in tempi recenti: Rudolf Wittwoker evidenzia i "soffici" capelli della donna, mentre Howard Hibbard la ritiene inferiore all'Anima dannata, sottolineando che la beatitudine è qui rappresentata in modo tradizionale, laddove in seguito Bernini riuscirà a suscitare soluzioni innovative.

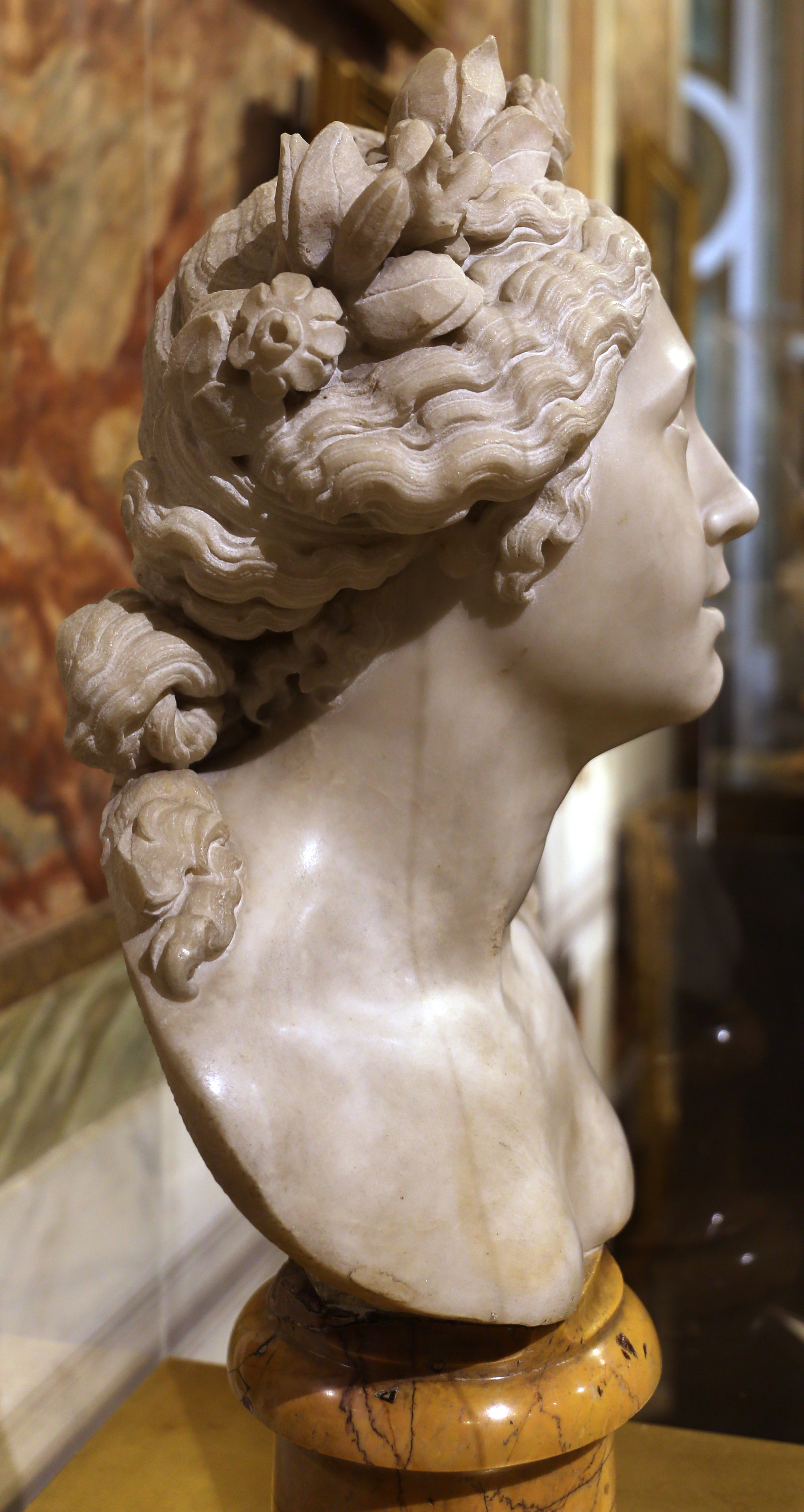
Vista laterale.

Studi recenti hanno messo in dubbio l'identificazione del busto come quello della personificazione della beatitudine cristiana, ipotizzando invece che si tratti della raffigurazione di una ninfa.